# Dendropsophus decipiens
Espèce
Synonymes
- Hyla decipiens Lutz, 1925

Statut de conservation UICN

 LC  : Préoccupation mineure
Dendropsophus decipiens est une espèce d'amphibiens de la famille des Hylidae.

## Répartition
Cette espèce est endémique du Brésil. Elle se rencontre jusqu'à 1 000 m d'altitude le long de la côte de São Luis do Maranhão, dans l'État du Maranhão à Ilha do Cardoso dans l'État de São Paulo.

## Publication originale
- Lutz, 1925 : Batrachiens du Brésil II. Compte Rendu des Séances de la Société de Biologie Paris, vol. 93, p. 211–214